# Aleksandr Nikolaevič Samojlov
Conte Aleksandr Nikolaevič Samojlov, in russo Александр Николаевич Самойлов? (1744 – 1º novembre 1814), è stato un politico e generale russo.

## Biografia
Era il figlio del senatore Nikolaj Borisovič Samojlov, e di sua moglie, Marija Potëmkina. Era il nipote di Grigorij Aleksandrovič Potëmkin.

## Carriera
Nel 1760 entrò nel Reggimento Semënovskij, diventandone ufficiale alla vigilia della guerra russo-turca del 1768-1774. Partecipò alla battaglia di Silistra.
Nel 1775 divenne gentiluomo da camera e venne nominato conte. Nello stesso anno è stato nominato capo segretario del Consiglio imperiale, carica che ricoprì per i successivi dodici anni.
Essendo nipote di Potëmkin, pare che abbia partecipato alle nozze segrete tra suo zio e l'imperatrice.
Partecipò alla guerra russo-turca del 1787-1792, con il grado di tenente generale, e all'assedio di Očakiv.
Nel 1791, dopo la morte improvvisa di Potëmkin, fu autorizzato a negoziare con i turchi prima dell'arrivo a Iași di Aleksandr Andreevič Bezborodkov.
Il 17 settembre 1792 l'imperatrice lo nominò procuratore generale e tesoriere dello Stato.

## Matrimonio
Nel 1786 sposò la principessa Ekaterina Sergeevna Trubeckaja (1763-1830), figlia di Sergej Alekseevič Trubeckoj. Ebbero cinque figli:
- Elena Aleksandrovna (1787-23 agosto 1843), sposò Dmitrij Andreevič Donec-Zacharževskij (1784-1871);
- Gregorij Aleksandrovič (1792-1811);
- Michail Aleksandrovič (1796-1820);
- Sof'ja Aleksandrovna (1797-1866), sposò il conte Aleksej Alekseevič Bobrinskij, ebbero tre figli;
- Nikolaj Aleksandrovič (1800-1842), sposò Julija Pavlovna Palen, non ebbero figli.